# Cimetière de Cameroun
Le cimetière de Cameroun est un cimetière guinéen situé dans la commune de Dixinn, l'une des communes constituant la ville de Conakry, non loin de la Mosquée Faycal.

## Historique
Ce cimetière, le plus grand de la Guinée, a été créé en 1945. Cameroun est le nom du quartier de la commune de Dixinn où se situe le cimetière. 
Des personnalités connues y sont enterrées, comme le premier président du pays, Ahmed Sékou Touré. Il est souvent considéré comme le « cimetière des bourgeois ».
Les tombes des familles ou personnes aisées sont souvent carrelées de carreaux blancs. Le cimetière souffre gravement du manque de place disponible et d'un défaut d'entretien.

## Personnalités enterrées dans le cimetière de Cameroun
- Haut – A
- B
- C
- D
- E
- F
- G
- H
- I
- J
- K
- L
- M
- N
- O
- P
- Q
- R
- S
- T
- U
- V
- W
- X
- Y
- Z

### A
- Ahmed Sékou Touré
- Amadou Salif Kébé

### B
- Ben Sékou Sylla

### C
- Stokely Carmichael

### E
- Eugène Camara

### F
- Facinet Mara
- Fodé Tounkara

### H
- Hadja Kadé Diawara

### K
- Kabinet Camara
- Kéléfa Sall
- Kerfalla Kanté

### M
- Mohamed Lamine Camara
- Mohamed K Touré

### O
- Ousmane Sylla

### S
- Saidouba Tenn Camara

### Y
- Yaguine Koïta